# カザルボルゴーネ
カザルボルゴーネ（伊: Casalborgone）は、イタリア共和国ピエモンテ州トリノ県にある、人口約1,900人の基礎自治体（コムーネ）。

## 地理

### 位置・広がり

#### 隣接コムーネ
隣接するコムーネは以下の通り。括弧内のATはアスティ県所属を示す。
- アラメンゴ (AT)
- ベルツァーノ・ディ・サン・ピエトロ (AT)
- カスタニェート・ポー
- チンザーノ
- ラウリアーノ
- リヴァルバ
- サン・セバスティアーノ・ダ・ポー
- モランセンゴ＝トネンゴ (トネンゴ、AT)

## 行政

### 分離集落
カザルボルゴーネには、以下の分離集落（フラツィオーネ）がある。
- Airali, Borganino, Ceriaglio, Civignola, San Martino, Scagno, Val Chiapini, Val Frascherina